# Arnaldo Ochoa Sánchez
Arnaldo Tomás Ochoa Sánchez (Cacocum, 1930 - La Habana, 13 de julio de 1989) fue un general de División de las Fuerzas Armadas Revolucionarias cubanas, Héroe de la República de Cuba desde que se le otorgó la orden en 1984, hasta que se le despojó de la misma en 1989. Actuó como jefe de la tropas cubanas en la guerra de Ogadén en apoyo de Etiopía y de la misión militar cubana en Angola en apoyo al MPLA.
Fue condenado en juicio militar público junto a Antonio de la Guardia, Jorge Martínez Valdés y Amado Padrón Trujillo (otros altos oficiales), a la pena capital por alta traición a la patria producto de acusaciones de actividades de narcotráfico.

## Lucha guerrillera
El 26 de agosto de 1958 se incorporó a la Columna 2 bajo las órdenes de Camilo Cienfuegos, junto a sus hermanos Albio, Antonio y su tío Víctor, en la zona oriental de Cuba en la lucha contra la dictadura de Fulgencio Batista.

## Triunfo de la Revolución cubana
Inmediatamente después del triunfo de la Revolución cubana (enero de 1959), viaja a estudiar a Checoslovaquia y posteriormente a la Unión Soviética, donde recibió entrenamiento militar. En abril de 1961 participó en los combates de Bahía de Cochinos. En octubre de 1962 tuvo notable participación durante la crisis de los misiles.
En los años sesenta se entrenó junto a venezolanos en Cuba. En julio de 1966 desembarcó en Venezuela con Luben Petkoff por el estado Falcón. En ese país participó en la emboscada de Cerro Atascadero el 16 de septiembre de 1966 entre Yumare y Duaca (Estado Yaracuy), donde mataron a un oficial, a un suboficial e hirieron a dos soldados.
El 25 de febrero de 1967 comandó la columna que participó en la emboscada El Mortero, entre Sanare y El Blanquito (estado Lara), contra efectivos del Ejército de Venezuela, donde mataron a 3 efectivos e hirieron a 8. Tras su regreso de Venezuela fue nombrado subjefe del Estado Mayor General. Posteriormente se le nombró jefe de las Construcciones Militares y del Ejército Occidental de Cuba.

## Misiones en Etiopía y Angola
En 1977, Arnaldo Ochoa fue el jefe de la operación multinacional contra el avance somalí en la llamada guerra de Ogadén. Soldados cubanos, asesores soviéticos, etíopes y yemeníes combatieron contra las fuerzas somalíes, que fueron derrotadas sin poder reponerse posteriormente.
En los años ochenta fue jefe de la Misión Militar Cubana en Angola.

## Reconocimientos
Fue nombrado «Héroe de la República de Cuba», y ostentó este mérito hasta que se le despojó del mismo en 1989. Fue también uno de los generales cubanos que más condecoraciones recibió. Fue miembro del Comité Central del Partido Comunista de Cuba.

## Arresto, condena y fusilamiento
En 1989 se le acusó de estar vinculado con oficiales del Ministerio del Interior cubano para la realización de operaciones de narcotráfico con el Cartel de Medellín (Colombia). Según relata el diario Granma, Ochoa y sus cómplices, conspiraron para transportar seis toneladas de cocaína vía Cuba, recibiendo a cambio 3,4 millones de dólares.

El 12 de junio de 1989, fue enjuiciado por un tribunal militar. Se le acusó a él y a trece implicados más de contactarse con narcotraficantes internacionales; traficar ilícitamente con cocaína, diamantes y marfil; utilizar el espacio aéreo, el suelo y las aguas cubanas para actividades de narcotráfico; y avergonzar a la Revolución con actos calificados como de alta traición. El juicio de Ochoa fue televisado durante un mes, y el militar señaló que no sabía que los demás imputados desarrollaban actividades de  narcotráfico.  En su declaración señala que sabía que Antonio De la Guardia hacía negocios con Tabaco y Antigüedad señalando que "Yo nunca supe a ciencia cierta que él estuviera haciendo negocios de narcotráfico. Ochoa admitió su culpa durante el juicio y reconoció la posibilidad de ser condenado a muerteː
"Creo que traicioné a la patria y, se lo digo con toda honradez, la traición se paga con la vida".
En la mañana del 13 de julio de 1989 Ochoa fue fusilado en La Habana por decisión del tribunal militar, junto al coronel Antonio de la Guardia, el capitán Jorge Martínez Valdés y el mayor Amado Padrón Trujillo. Su ejecución fue anunciada horas después a través de la televisión cubana.